# Eleuterio Santos
Eleuterio Santos Brito (Santa Cruz de Tenerife, 9 novembre 1940 – Santa Cruz de Tenerife, 28 gennaio 2008) è stato un calciatore spagnolo, di ruolo centrocampista.

## Biografia
Morì a Santa Cruz de Tenerife a 67 anni, per un cancro al fegato.

## Caratteristiche tecniche
Era un interno destro di centrocampo. Giocatore a tutto campo, dotato di spirito di sacrificio, fisico, tecnica e senso del gol.
È il quarto miglior marcatore di tutti i tempi del Real Saragozza, con 96 gol, realizzati in 280 partite ufficiali. Il più prolifico tra i centrocampisti.

## Carriera
Mosse i primi passi nella squadra giovanile del Prosperidad, nel quartiere di Salamanca, a Santa Cruz de Tenerife. Da lì passò al Tarrasa e poi al Real Unión de Tenerife .
Nel 1959 fu acquistato dal Tenerife. Con i canarini ottenne la prima storica promozione in massima serie nel 1961, allenato da Heriberto Herrera. Contribuì alla vittoria del campionato di Segunda División con 12 gol. Disputò solo 12 partite in Primera, riuscendo a segnare 4 reti, perché fu arruolato per il servizio militare. Il Tenerife dopo una sola stagione tornò in Segunda División.
Nel marzo 1963 fu acquistato dal Real Saragozza per  1.675.000 pesetas. Vi restò per dieci stagioni. Con gli aragonesi vinse due Coppe di Spagna e una Coppa delle Fiere. Nel 1965 fu il capocannoniere della Coppa di Spagna.
Nella stagione 1966-1967 del Real Saragozza, fu il miglior marcatore della squadra con 15 reti.
Nel 1968 giocò una partita con la nazionale spagnola, a Malmö contro la Svezia (1-1). In quella formazione c'erano altri quattro calciatori delle isole Canarie: Paco Castellano, Tonono, Juan Guedes e Germán Dévora.
a 32 anni, nel 1972, passò al Tudelano, in Tercera, dove chiuse la carriera. Dopo il ritiro, fu allenatore nelle giovanili del Tenerife.

## Palmarès

### Club

#### Competizioni nazionali
- Segunda División: 1

Tenerife: 1960-61
- Coppa di Spagna: 2

Real Saragozza: 1963-1964, 1965-1966

#### Competizioni internazionali
- Coppa delle Fiere: 1

Real Saragozza: 1963-1964